# Béla Miklós

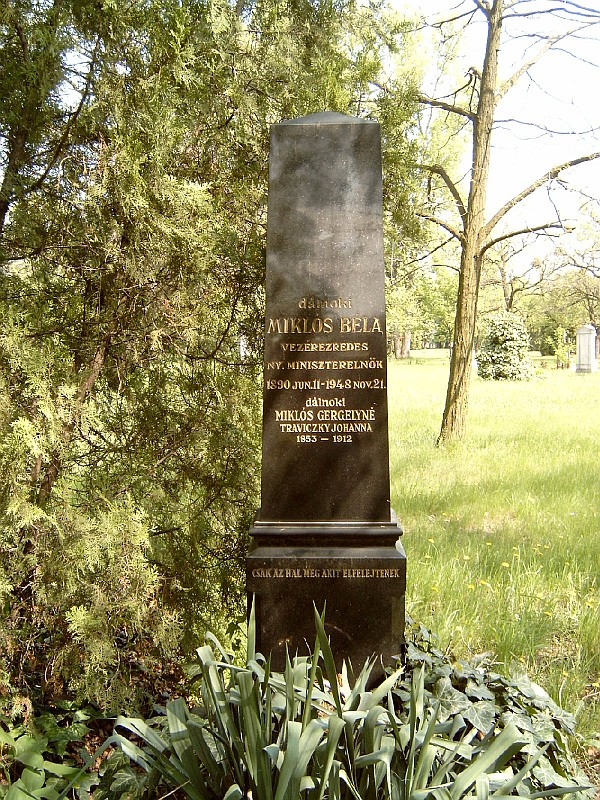
Graf van Béla Miklós

Béla ridder (Vitéz) Miklós de Dálnok (Boedapest, 11 juli 1890 – aldaar, 21 november 1948) was een Hongaars generaal en staatsman. Van 1928 tot 1930 was hij plaatsvervangende chef van de Militaire Kanselarij. Van 1932 tot 1933 was hij directeur van de Hongaarse militaire inlichtingendienst. Daarna was hij tussen 1933 en 1936 militair attaché in Zweden en Duitsland. In 1940 werd Miklós bevorderd tot kolonel-generaal en in 1941 was hij bevelhebber van het Mobiele Korps dat deelnam aan de bezetting van Joegoslavië.
Van 1942 tot 1944 was Béla Miklós chef van de Militaire Kanselarij en werkte in die functie nauw samen met de Hongaarse regent, admiraal Miklós Horthy. In 1944 werd hij commandant van het Eerste Leger dat aan het oostfront tegen de Russen vocht. Op 22 oktober 1944 liep zijn gehele legergroep over naar de Russen. Op 22 december 1944 werd hij door de Sovjets benoemd tot voorlopig premier van het door de Sovjets bevrijde deel van Hongarije. In die functie werkte hij nauw samen met de Sovjets. In januari 1945 werd hij tevens lid van de Opperste Nationale Raad (regentschapsraad). Hongarije werd in maart 1945 geheel door het Rode Leger veroverd.
Béla Miklós werd door de Russen gehandhaafd als minister-president omdat zij nog niet van plan waren om een marxistische regering aan te stellen. Wel werden er geleidelijk aan steeds meer communisten lid van de regering. In november 1945 moest Miklós als premier aftreden en op 27 december 1945 als lid van de Opperste Nationale Raad.

## Militaire carrière
- Tweede luitenant (Hadnagy): 18 augustus 1910[2]
- Eerste luitenant (Főhadnagy): Augustus 1914[2]
- Kapitein (Százados): 1 mei 1917[2]
- Majoor (őrnagy): 1 mei 1925[2]
- Luitenant-kolonel (Alezredes): 1 mei 1929[2]
- Kolonel (Ezredes): 1 november 1934[2]
- Brigadegeneraal (Dandártábornok): 1 november 1939[2]
- Generaal-majoor (Vezérornagy): 1 november 1941[2]
- Luitenant-generaal (Altábornagy):[2]
- Kolonel-generaal (Vezérezredes):[2]

## Onderscheidingen
- Ridderkruis van het IJzeren Kruis op 4 december 1941 als Generalleutnant (Altábornagy) en Commandant van het „Schnelles Korps”[3][2]
- IJzeren Kruis 1939, 1e Klasse (31 augustus 1941) en 2e Klasse (16 augustus 1941)[2]